# Places Where They Sing
Places Where They Sing är en roman av Simon Raven, utgiven 1970. Romanen var den sjätte att publiceras i den svit som bär namnet Alms for Oblivion men är den sjunde i själva kronologin (1945 - 73) då den utspelar sig 1967. 

## Persongalleri
Ivor Winstanley – Latinist på Lancaster College. 
Jacquiz Helmut – Historiker på Lancaster College. Figurerade i. The Sabre Squadron. 
Roger Constable – Provost på Lancaster College. Socialist och en man med hög moral. Figurerade i Fielding Gray, The Sabre Squadron, The Rich Pay Late, Friends In Low Places och The Judas Boy. 
Tony Beck – Litteraturvetare på Lancaster College. Något revolutionär. 
Daniel Mond – Briljant judisk matematiker som verkar i stillhet på Lancaster College. Huvudperson i The Sabre Squadron. 
Tom Llewyllyn – Författare och historiker på Lancaster College sedan fyra år. En huvudperson i The Rich Pay Late, Friends In Low Places och The Judas Boy.
Hugh Ballister – Student i litteratur. Dras in i revolutionära aktiviteter. 
Hetta Frith – Godhjärtad flickvän till Hugh Ballister som försöker hänga med i dennes revolutionära äventyr men visar sig vara beredd försvara det gamla. Pastorsdotter. 
Lord Beyfus – Samhällsvetare på Lancaster College. Tycker om att bli nattad av Mona Corrington och att kamma håret på Hetta Frith. 
Balbo Blakeney – Biokemist på Lancaster College. 
Fitz-Margrave Pough – Professor i geografi på Lancaster College. Skadad i foten under en studentdemonstration även om det inte hade något med demonstrationen att göra. 
Andrew Ogden – Pastor och Dean of Chapel på Lancaster College. 
Mona Corrington – Antropolog på Girton College. Vän med Beyfus. 
Oliver Clewes – Reverend of Lancaster College. 
Elvira Constable – Tålmodig maka till Roger Constable. 
Fielding Gray – Tämligen framgångsrik författare och f d major som sedan fem år lever i en liten kuststad tillsammans med Harriet Ongley. Gammal vän med Tom Llewyllyn och Daniel Mond. En av huvudpersonerna i Fielding Gray, The Sabre Squadron, Friends In Low Places och The Judas Boy.
Harriet Ongley – Rik änka som tagit hand om Fielding Gray för fem år sedan. 
Mayerston – Karismatisk revolutionär av okänd härkomst. 
Patricia Llewyllyn – Tom Llewyllyns olyckliga maka. Bedrar honom med Hugh Ballister. Figurerade tidigare i Friends In Low Places och The Judas Boy. 
Baby Llewyllyn – Dotter till Tom och Patricia. Sju år och heter egentligen Tullia. 
Gregory Stern – Förläggare. Lyckligt gift med Isobel. Figurerade tidigare i Fielding Gray, The Rich Pay Late, Friends In Low Places och The Judas Boy.
Isobel Stern – Syster till Patricia Llewyllyn. Lyckligt gift med Gregory. Figurerade tidigare i Friends In Low Places och The Judas Boy.
Alfie Schroeder – Hygglig journalist. Skriver artiklar om skolan. Figurerade i The Sabre Squadron, The Rich Pay Late och Friends In Low Places.
Lord Canteloupe – Handelsminister i skuggkabinettet. Figurerade i Sound The Retreat, The Sabre Squadron, Friends In Low Places och The Judas Boy. 
Somerset Lloyd-James – Parlamentsledamot och medhjälpare till lord Canteloupe. En huvudperson i Fielding Gray, The Rich Pay Late, Friends In Low Places och The Judas Boy. 

## Handling
Handlingen utspelar sig på Lancaster College 1967. Skolledningen diskuterar vad man ska göra med ett visst överskott av pengar och bland förslagen finns ett om att bygga ut i ett grönområde så man kan ta in fler studenter. Studenten Hugh Ballister dras in i revolutionär verksamhet via läraren Tony Beck och den okände Mayerston, till flickvännen Hetta Friths förtret. Tom Llewyllyn, lärare på skolan sedan fyra år, har blivit impotent och äktenskapet med Patricia är allmänt uselt. Daniel Mond, matematikern som figurerade i The Sabre Squadron (15 år tidigare) är numera en stillsam man vars strupskada gör att han endast talar i viskningar men som fortfarande undervisar i matematik. Bland lärarna märks den originelle lord Beyfus och hans väninna, salongsrevolutionären Mona Corrington. 
Via Hugh försöker Mayerston iscensätta protester som ofta blir fiasko då skolans ledare, Roger Constable, med en blandning av upphöjt förakt och tolerans ignorerar dem. Patricia uppmanas av sin syster Isobel ta en älskare och hamnar i säng med Hugh vilken hon, i en komisk scen, får stuva in garderoben då hennes lilla dotter anländer hem. Llewyllyn och Mond bjuder in sin gamle vän Fielding Gray som dock snart blir hämtad av sin starkt överbeskyddande älskarinna Harriet Ongley. Hetta, som lämnat Hugh, gråter ut hos lord Beyfus vilken finner ett stort nöje i att kamma hennes hår. 
Stämningen på skolan blir dock sämre och Mayerstons metoder mer våldsamma. Under en ceremoni i skolans kapell (med flera gamla bekanta närvarande) tränger studenter in och försöker förstöra altaret samtidigt som man även försöker välta Henry VI:s staty utanför. Tom Llewyllyn skyddar statyn med likaledes våldsamma metoder och Hetta, som ledsnat på det revolutionära, skyddar altaret med hjälp av lord Canteloupe och några andra. Under tumultet dödas dock Hetta av ett slag i huvudet. Efter denna händelse kommer den revolutionära stämningen av sig. Tony Beck och Mayerston försvinner. Constable noterar bistert att de konservativa krafterna på skolan fått en martyr och finner detta nyttigt. Lord Canteloupe tröstar den sorgsne lord Beyfus genom att ge honom adressen till Maisie. Patricia tröstar Hugh, som förlåtits sin revolutionära förvillelse, i sängen. 